# Parco nazionale Alejandro de Humboldt
Il Parco naturale Alejandro de Humboldt è  un'area naturale protetta che si trova nelle province di Holguín e Guantánamo, a Cuba. Il suo nome è dovuto allo scienziato tedesco Alexander von Humboldt, che visitò l'isola nel 1800 e nel 1801.
Il parco è stato iscritto come patrimonio mondiale dell'UNESCO nel 2001 per le sue dimensioni, l'altitudine, la complessa litologia, la diversità della morfologia e la ricchezza di flora e fauna endemiche.

## Geografia
I fiumi che scorrono dalle cime del parco sono tra i più grandi dei Caraibi insulari. Si dice che il parco sia il luogo più umido di Cuba e questo fatto provoca un'elevata diversità biologica. Il parco ha un'area di 711,38 km2, di cui 685,72 km2 di superficie terrestre e 22,63 km2 di area marina. L'altitudine varia dal livello del mare a 1.168 m sul picco di El Toldo.

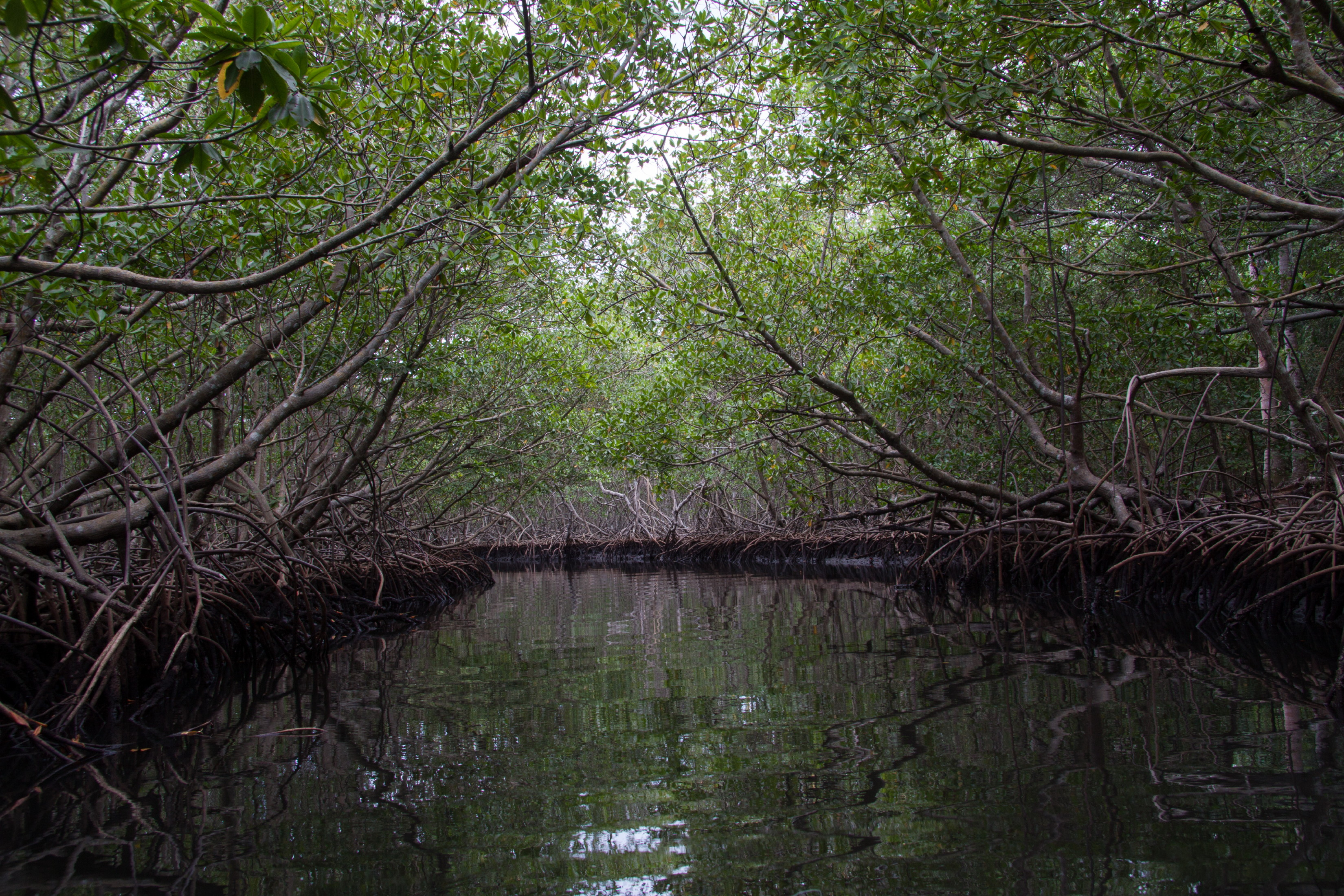
Il Rio Taco, incorniciato dalle mangrovie, alla sua foce

È ubicato all’interno della Reserva de la Biosfera Cuchillas del Río Toa e situato nel massiccio Sagua-Baracoa. Il nome della riserva deriva dal fiume Toa, il più grande di tutta l’isola. Al suo interno esistono percorsi per avvistare animali endemici, specie in via di estinzione e percorsi per l’osservazione della flora selvatica e piante autoctone tipiche di Cuba come la Palma da cocco, la Palma Reale e le mangrovie.
La regione intorno al Parco Nazionale Alejandro de Humboldt è geologicamente complessa, contenente paesaggi carsici che hanno avuto origine dalla crosta oceanica nel periodo Cretaceo. Unico in questa regione, il paesaggio è ultrabasico, dominato da terreni serpentini e peridotiti.

## Patrimonio dell'umanità
Nel 2001 il parco è stato inserito nell'elenco dei patrimoni dell'umanità dell'UNESCO a causa della sua biodiversità e delle numerose specie endemiche che contiene, sia per quanto riguarda la flora che la fauna. I fiumi che nascono dai picchi montuosi che si trovano all'interno del parco sono fra i più grandi di tutta la regione caraibica, e per questo anche le specie ittiche mostrano una notevole diversità biologica.